# Balmaz
A Balmaz török, közelebbről valószínűleg kun eredetű régi magyar személynév, jelentése: nem létező.

## Gyakorisága
Az 1990-es években szórványosan fordult elő, a 2000-es években nem szerepel a 100 leggyakoribb férfinév között.

## Névnapok
ajánlott névnap
- február 3.[2]